# Georgi Stardełow
Georgi Stardełow (mac. Георги Старделов, ur. 28 sierpnia 1930 w Gewgeliji, zm. 11 stycznia 2021 w Skopje) – macedoński filozof i kulturoznawca.
W 1953 roku ukończył studia na Wydziale Filozofii Uniwersytetu w Belgradzie. Stopień doktora filozofii uzyskał w 1965 na Uniwersytecie Świętych Cyryla i Metodego w Skopju. W latach 1966–1995 pracował na stanowisku profesora na Wydziale Filozofii tej uczelni. Od 1975 do 1977 roku był jego dziekanem.
W 1986 roku został członkiem korespondencyjnym Macedońskiej Akademii Nauk i Umiejętności (MANU), od 1991 był jej członkiem rzeczywistym. W latach 2000–2004 był wiceprezesem, a od 2008 do 2011 roku prezesem MANU.
Prace naukowe Georgi Stardełow były związane ze stosowaniem hermeneutyki filozoficznej w analizie zjawisk literackich i artystycznych. Jest autorem ponad trzydziestu książek z zakresu estetyki, historii estetyki oraz esejów.